# Liste der Monuments historiques in Thilay
Die Liste der Monuments historiques in Thilay führt die Monuments historiques in der französischen Gemeinde Thilay auf.

## Liste der Objekte
| Bezeichnung                         | Beschreibung                                                       | Standort                                        | Kennzeichnung | Schutzstatus | Datum | Bild |
| ----------------------------------- | ------------------------------------------------------------------ | ----------------------------------------------- | ------------- | ------------ | ----- | ---- |
| Skulptur Madonna mit Kind           | Stein, farbig gefasst, Anfang des 14. Jahrhunderts                 | Thilay, in der Kirche St-Rémy (Lage)            | PM08000558    | Classé       | 1935  |      |
| Skulptur Madonna mit Kind und Vogel | Holz, farbig gefasst, 15. Jahrhundert; in der Burg Sedan deponiert | Thilay, in der Kirche St-Rémy (Lage)            | PM08000557    | Classé       | 1935  |      |
| Fünf Kaseln                         | Seide, bestickt, 17. und 18. Jahrhundert                           | Nohan-sur-Semoy, in der Kirche St-Hubert (Lage) | PM08000360    | Classé       | 1970  |      |